# Joost (internet)
Joost (spreek uit als Juiced) was een internetdienst met het doel allerlei televisieprogramma's op een legale manier aan te bieden. Joost was een project van de Zweed Niklas Zennström en de Deen Janus Friis, tevens de ontwikkelaars van het muziekruilprogramma Kazaa en internetbelbedrijf Skype. Het bedrijf staakte in 2012 alle activiteiten.
Joost maakte gebruik van peer-to-peertechniek. De bedoeling was om met deze techniek een beeldkwaliteit te verkrijgen vergelijkbaar met normale televisie. De ontwikkeling van de software gebeurde op verschillende plaatsen ter wereld, onder andere New York, Londen, Leiden en Toulouse. De Joostsoftware was beschikbaar voor Windows en OS X.
Joost begon begin 2006 onder de naam The Venice Project en vestigde zich in Leiden. Leiden werd gekozen omdat een van de medeoprichters, technisch directeur Dirk-Willem van Gulik, hier woonde, het gunstige leef- en belastingklimaat en de korte vliegtijd naar onder andere Londen.
In 2009 staakte Joost zijn bedrijfsmodel van peer-to-peerverspreiding van video. Ook trok het bedrijf zich terug uit Leiden, om verder alleen nog uit Londen en New York te werken.